# Championnats d'Afrique de karaté 2021
Navigation
Édition précédente Édition suivante
Les championnats d'Afrique de karaté 2021, vingtième édition des championnats d'Afrique de karaté, ont lieu du 3 au 5 décembre 2021 au Caire, en Égypte. La 12e édition des championnats juniors et la 4e édition des championnats cadets s'y tiennent conjointement.
La compétition se tient au stade international du Caire.

## Participants
305 karatékas de 23 pays africains participent à la compétition :
- Afrique du Sud
- Algérie
- Bénin
- Burkina Faso
- Cameroun
- Côte d'Ivoire
- Égypte
- Éthiopie
- Guinée
- Libye
- Madagascar
- Mali
- Maroc
- Mauritanie
- Mozambique
- Namibie
- Niger
- Nigeria
- République du Congo
- République démocratique du Congo
- Sénégal
- Tchad
- Tunisie

## Médaillés

### Hommes
| Épreuve           | Or | Argent | Bronze |
| ----------------- | --- | --- | --- |
| Kata              | Karim Waleed Ghaly (ALG) | Bilel Slimi (TUN) | Abdelhakim Haoua (ALG)                                                                                     |
| Kata              | Karim Waleed Ghaly (ALG) | Bilel Slimi (TUN) | Omar Diop (SEN)                                                                                            |
| Kata par équipe   | Égypte Mostafa Elghobashy Karim Waleed Ghaly Islam Hassan                                                                       | Algérie Abdelhakim Houa Samir Lakrout Mouad Ouites                                                                   | Burkina Faso Allan Sanou Marc Sanou Samuel Sanou                                                           |
| Kata par équipe   | Égypte Mostafa Elghobashy Karim Waleed Ghaly Islam Hassan                                                                       | Algérie Abdelhakim Houa Samir Lakrout Mouad Ouites                                                                   | République du Congo Merci-Exauce Soumou Makita Jean-Brice Tatou Loumbou Prince-Arcaduis Ndzobo Mobonda     |
| Kumite −60 kg     | Aziz Rfigui Mohamed (TUN) | Mohamed Gaber (EGY)                                                                                                  | Mohamed Kaboré (BUR)                                                                                       |
| Kumite −60 kg     | Aziz Rfigui Mohamed (TUN) | Mohamed Gaber (EGY)                                                                                                  | Fallou Beye (SEN)                                                                                          |
| Kumite −67 kg     | Ali El-Sawy (en) (EGY) | Fouad Benbara (ALG)                                                                                                  | Ousmane Boune Afane Wilane (SEN)                                                                           |
| Kumite −67 kg     | Ali El-Sawy (en) (EGY) | Fouad Benbara (ALG)                                                                                                  | Patrick Sesanga Samuangala (COD)                                                                           |
| Kumite −75 kg     | Abdalla Abdelaziz (EGY) | Serigne Modou Gningue (SEN)                                                                                          | Abdoul Karim Mohamed Ben Omar (NIG)                                                                        |
| Kumite −75 kg     | Abdalla Abdelaziz (EGY) | Serigne Modou Gningue (SEN)                                                                                          | Ramez Bouallagui (TUN)                                                                                     |
| Kumite −84 kg     | Thameur Slimani (TUN) | Youssef Badawy (EGY)                                                                                                 | Grâce Duval Kolime (CGO)                                                                                   |
| Kumite −84 kg     | Thameur Slimani (TUN) | Youssef Badawy (EGY)                                                                                                 | Zaid Oussama (ALG)                                                                                         |
| Kumite +84 kg     | Hocine Daikhi (ALG) | Taha Tarek Mahmoud (EGY)                                                                                             | Ahmed Khedher (TUN)                                                                                        |
| Kumite +84 kg     | Hocine Daikhi (ALG) | Taha Tarek Mahmoud (EGY)                                                                                             | Joseph Olima Omu (NGA)                                                                                     |
| Kumite par équipe | Égypte Omar Ashraf Mohamed Hazem Ahmed Mohamed Taha Tarek Mahmoud Aly Sayed Ismail Ali El-Sawy Youssef Badawy Abdalla Abdelaziz | Algérie Hocine Daikhi Ayoub Anis Helassa Alaeddine Salmi Falleh Midoun Youcef Boukhecheba Fouad Benbara Zaid Oussama | Tunisie Ramez Bouallagui Houssam Edin Choiya Ahmed Khedher Mohamed Aziz Rfigui Ahmed Sekri Thameur Slimani |
| Kumite par équipe | Égypte Omar Ashraf Mohamed Hazem Ahmed Mohamed Taha Tarek Mahmoud Aly Sayed Ismail Ali El-Sawy Youssef Badawy Abdalla Abdelaziz | Algérie Hocine Daikhi Ayoub Anis Helassa Alaeddine Salmi Falleh Midoun Youcef Boukhecheba Fouad Benbara Zaid Oussama | Libye Abdlrauf Fashtool Hatem Alaam Mohamed Abudabous Ahmed Gebril Mohamed Gebril                          |

### Femmes
| Épreuve           | Or                                                                 | Argent                                                                 | Bronze                                                                                              |
| ----------------- | ------------------------------------------------------------------ | ---------------------------------------------------------------------- | --------------------------------------------------------------------------------------------------- |
| Kata              | Aya Hesham (EGY)                                                   | Manal Kamilia Hadj Saïd (ALG)                                          | Suzelle Pronk (NAM)                                                                                 |
| Kata              | Aya Hesham (EGY)                                                   | Manal Kamilia Hadj Saïd (ALG)                                          | Nour Tlili (TUN)                                                                                    |
| Kata par équipe   | Égypte Noha Amr Antar Asmaa Mahmoud Aya Hesham                     | Algérie Aïcha Narimène Dahleb Manal Kamilia Hadj Saïd Rayane Salakedji | Burkina Faso Rachidatou Sambaré Anicha Rouamba Faridatou Mariam Ly                                  |
| Kata par équipe   | Égypte Noha Amr Antar Asmaa Mahmoud Aya Hesham                     | Algérie Aïcha Narimène Dahleb Manal Kamilia Hadj Saïd Rayane Salakedji | République du Congo Fatoumata Diabaté Pembé Michadee Babindamana Mbemba Baboutila Abigail Ida Vinie |
| Kumite −50 kg     | Cylia Ouikene (ALG)                                                | Yasmin Nasr Elgewily (en) (EGY)                                        | Cherstine Kodo Rebazar (BEN)                                                                        |
| Kumite −50 kg     | Cylia Ouikene (ALG)                                                | Yasmin Nasr Elgewily (en) (EGY)                                        | Fatoumata Diabaté Pembé (CGO)                                                                       |
| Kumite −55 kg     | Ahlam Youssef (EGY)                                                | Chirine Zarrati (TUN)                                                  | Khady Sow (SEN)                                                                                     |
| Kumite −55 kg     | Ahlam Youssef (EGY)                                                | Chirine Zarrati (TUN)                                                  | Grâce Jorcia Dewe (CGO)                                                                             |
| Kumite −61 kg     | Dahab Ali (EGY)                                                    | Franck Pacelie Yan Robson (CGO)                                        | Mesu Nkankonde (COD)                                                                                |
| Kumite −61 kg     | Dahab Ali (EGY)                                                    | Franck Pacelie Yan Robson (CGO)                                        | Chaima Midi (ALG)                                                                                   |
| Kumite −68 kg     | Rita Ogene (NGA)                                                   | Yasmin Elhawary (EGY)                                                  | Mathurina Juliette Malanda (CGO)                                                                    |
| Kumite −68 kg     | Rita Ogene (NGA)                                                   | Yasmin Elhawary (EGY)                                                  | Rayane Delmi (ALG)                                                                                  |
| Kumite +68 kg     | Chehinez Jemi (TUN)                                                | Loubna Mekdas (ALG)                                                    | Nancy Tshiaba (COD)                                                                                 |
| Kumite +68 kg     | Chehinez Jemi (TUN)                                                | Loubna Mekdas (ALG)                                                    | Menna Shaaban Okila (EGY)                                                                           |
| Kumite par équipe | Égypte Ahlam Youssef Menna Shaaban Okila Yasmin Elhawary Dahab Ali | Algérie Rayane Delmi Chaima Midi Loubna Mekdas Cylia Ouikene           | Tunisie Islem Ben Hassen Chehinez Jemi Wafa Mahjoub Malek Nemlaghi                                  |
| Kumite par équipe | Égypte Ahlam Youssef Menna Shaaban Okila Yasmin Elhawary Dahab Ali | Algérie Rayane Delmi Chaima Midi Loubna Mekdas Cylia Ouikene           | Sénégal Maguette Mbaye Khady Sow Ndeye Codou Cissé                                                  |